# Bác Nhĩ Truật
Bác Nhĩ Truật (Bo’orchu) là một trong tứ kiệt của Thành Cát Tư Hãn, gồm có bốn chiến binh có sức mạnh và đồng thời là bốn vị chiến tướng anh dũng, thiện chiến trên chiến trường là Xích Lão Ôn, Bác Nhĩ Truật, Bác Nhĩ Hốt và Mộc Hoa Lê. Ông là một trong những vị tướng vĩ đại nhất đã theo Thành Cát Tư Hãn chinh chiến đông tây đặc biệt là ông đã phò tá cho Thành Cát Tư Hãn thống nhất đất nước, và đảm nhiệm vị trí chủ lực trong cuộc chinh phạt nhà Kim. Ông là một người tham gia trong nhiều trận đánh ở Thành Cát Tư Hãn thống nhất vùng Trung Á và Đông Á.

## Thời niên thiếu
Trên thảo nguyên Mông Cổ, thế kỷ 12 có các bộ lạc du mục sinh sống theo tổ chức bộ tộc - bộ lạc, nhưng đã bỏ mẫu hệ, theo chế độ phụ hệ. Có 5 bộ lạc lớn cùng sinh sống trên thảo nguyên là: Mông Cổ (Mongol), Tháp Tháp Nhi (Tatar, sử Việt hay gọi là Thát Đát), Khắc Liệt (Kerait), Nãi Man (Naiman) và Miệt Nhi Khất (Merkits), gọi chung là Đại Ngột Lỗ Tư hay là liên minh năm bộ lac. Ngoài ra còn có các bộ lạc, bộ tộc nhỏ khác sống riêng lẻ hay phụ thuộc. Do áp dụng chính sách chia rẽ để cai trị, Đế quốc Đại Kim của tộc người Nữ Chân đã sách động chiến tranh giữa các các bộ lạc trên thảo nguyên Mông Cổ, gây ra chiến tranh và hận thù sâu sắc giữa các bộ lạc. Ngoài ra, Đại Kim còn áp dụng chính sách giảm đinh, cứ ba năm lại đem quân giết các phe chống đối, bắt thanh niên đinh tráng làm nô lệ.
Bác Nhĩ Truật cùng bộ tộc Khất Nhan (Kiyad) với Thiết Mộc Chân. Trong khi Thiết Mộc Chân thuộc gia tộc hoàng kim Bột Nhi Chỉ Cân (ông nội Thiết Mộc Chân là Yểm Ba Hài hãn, cha là thủ lĩnh quân sự Dũng sĩ Dã Tốc Cai), thì Bác Nhĩ Truật thuộc gia tộc bình thường. Bộ lạc Mông Cổ gồm nhiều bộ tộc: như bộ tộc Khất Nhan (Kiyad), bộ tộc Thái Xích Ô (Tarruchiud), bộ tộc Trát Đạt Lan (Jadaran), bộ tộc Hoằng Cát Thích (Onggirat), bộ tộc Oát Lặc Hốt Nột (Olkhunut)... Theo sau cái chết của Dã Tộc Cai, bộ lạc Mông Cổ bị chia rẽ, các gia tộc khác cũng rời đi, gia đình của Thiết Mộc Chân bị bỏ rơi trên thảo nguyên.
Khi Thiết Mộc Chân trưởng thành, trong một lần đi tìm đàn ngựa chín con của gia đình bị mất, thì gặp Bác Nhĩ Truật cũng đang đi tìm. Cả hai hợp sức đi tìm lại được đàn ngựa và đánh đuổi bọn trộm ngựa. Sau đó Bác Nhĩ Truật đem gia đình đến lập lều trại sống cùng với gia đình Thiết Mộc Chân. Các gia tộc khác cũng dần dần tìm về tập hợp xung quanh Thiết Mộc Chân, giúp cho Thiết Mộc Chân từng bước hồi phục lại bộ lạc Khất Nhan bị tan rã trước đây.
Bác Nhĩ Truật có sức khỏe, giỏi võ nghệ và cung tiễn. Tương truyền tài nghệ cung tiễn của ông chỉ đứng sau Triết Biệt (Jebe). Khi Triết Biệt đầu quân làm hộ vệ cho Thiết Mộc Chân, lúc này đã xưng là Thành Cát Tư Hãn, hai bên đã tỷ thí cung tiễn theo cách của người Mông Cổ. Triết Biệt nhường Bác Nhĩ Truật bắn trước, sau hai lượt bắn, đến lượt bắn thứ ba, Triết Biệt đã bắt mũi tên của Bác Nhĩ Truật và dùng nó bắn hạ ông. Tuy nhiên, do Triết Biết đã bẻ gãy đầu mũi tên nên không làm Bác Nhĩ Truật bị thương. Bác Nhĩ Truật khâm phục, còn Thành Cát Tư Hãn thì ban tặng tên Triết Biệt cho người chiến thắng. Một thuyết khác thì nói rằng Bác Nhĩ Truật bị thương do mũi tên khi tấn công bộ tộc Thái Xích Ô.

## Sự nghiệp
Bác Nhĩ Truật phò tá Thiết Mộc Chân trong quá trình thống nhất các bộ lạc trên thảo nguyên Mông Cổ, tại đại hội Hốt lý hốt đài đầu tiên, tôn Thiết Mộc Chân lên ngôi Đại Hãn, tức là Thành Cát Tư Hãn (Genhis Khan), kiến lập nước Đại Mông Cổ quốc. Trong trận đánh Vương Hãn của bộ lạc Khắc Liệt, thoạt đầu Khắc Liệt đánh úp doanh trại của Thiết Mộc Chân khiến bộ lạc Mông Cổ thua trận phải rút lui, mất hết lều trại. Đêm đến tuyết rơi dày, Thiết Mộc Chân mỏi mệt nằm ngủ, Bác Nhĩ Truật và Mộc Hoa Lê cầm tấm da cừu, đứng suốt đêm trong tuyết, che cho Thiết Mộc Chân. Bác Nhĩ Truật được phong làm Vạn hộ, trở thành một tướng soái thân cận chủ chốt của Thành Cát Tư Hãn trong quá trình chinh phạt, thành lập nên Đế chế Mông Cổ. Bác Nhĩ Truật đứng trong danh sách mười đại công thần của Thành Cát Tư Hãn và được xếp vào Tứ Kiệt.